# Artère sacrale médiane
Pour les articles homonymes, voir Artère sacrale.
Ne doit pas être confondu avec Artère médiane.
L'artère sacrale médiane (ou artère sacrée moyenne ou aorte caudale ou artère caudale) est une petite artère systémique impaire de l'abdomen. Elle vascularise les quatrième et cinquième vertèbres lombaires, le sacrum, le coccyx, la partie postérieure du rectum et le muscle coccygien.

## Origine
L'artère sacrale médiane naît sur la face postérieure de l'aorte abdominale, tout juste au-dessus de la bifurcation de l'aorte.

## Trajet
L'artère sacrale médiane descend contre les faces antérieures des quatrième et cinquième vertèbres lombaires, du sacrum et du coccyx, en passant notamment en arrière de la veine iliaque commune gauche. Elle se termine au niveau de l'apex du coccyx.
Elle donne au niveau de la cinquième vertèbre lombaire la dernière paire d'artères lombales.
En dessous du promontoire du sacrum, naissent les rameaux sacrés latéraux qui se dirigent vers les foramens sacrés antérieurs. Ils vascularisent le canal sacral et s'anastomosent avec les artères sacrales latérales.